# Nachwahl in Aldershot 1940
Die Nachwahl in Aldershot 1940 war eine Nachwahl zum House of Commons die am 26. November 1940 im Wahlkreis Aldershot stattfand. Sie war nötig geworden, nachdem dem amtierenden Parlamentarier Roundel Palmer durch königlichen Erlass der dem Titel seines Vaters Earl of Selborne nachgeordnete Titel Baron Selborne vorzeitig übertragen und er so, bereits vor dem Tod seines Vaters im Jahr 1942, in das House of Lords berufen wurde. Die Nachwahl ging an den Kandidaten der Conservative Party Oliver Lyttelton, der ohne Gegenkandidaten antrat.